# 博美犬
博美犬（英語：Pomeranian） ，俗稱「松鼠狗」，是狐狸犬家族中最小的犬種，原產自波蘭西北部和德國東北部之交界處，一個叫作波美拉尼亞的地方。博美犬因嬌小的體型而歸類為玩賞犬類。

## 歷史
博美原本源自冰島和拉普蘭的雪橇犬，最終被帶到歐陸，被德國人改進了其被毛並且小型化品種以適應城市生活，但當抵達英格蘭時其先祖依舊為20英磅或以上的體型。
歸功於英格蘭育種者們藉著試誤法和Mendelian的理論的嘗試，此犬種進一步縮減了體型和發展出許多花色。今日的博美為小型犬是選擇性育種的結果，但其品種仍然保有勇敢的性情和厚实的毛皮以及其他寒帶犬的典型特徵。
博美在國際上受歡迎是到維多利亞女王帶著一隻叫Marco的博美從佛羅倫斯假期回來。
跟博美擁有最接近血緣的近親是挪威猎鹿犬、萨莫耶德犬和狐头竖耳无尾短毛小黑犬和整個狐狸犬家族。